# Jean Margraff
Jean Alphonse Margraff (* 17. Februar 1876 in Graçay; † 11. Februar 1959 in Lunéville) war ein französischer Säbelfechter.

## Karriere
Jean Margraff nahm an den Olympischen Spielen 1920 in Antwerpen teil, bei denen er im Einzel in der ersten Runde ausschied. Mit der Mannschaft erreichte er dagegen die Finalrunde, die er gemeinsam mit Jean Lacroix, Marc Perrodon, Jean Mondielli, Henri de Saint Germain und Georges Trombert hinter Italien auf dem zweiten Rang beendete und somit die Silbermedaille gewann.